# 科马河
科马河（藏語：མཁར་མང་ཆུ།）也作比迥河或比却木河，位于中国西藏自治区山南市错那市境内的一条河流，是卡门河右岸支流。发源于色拉（西山口）以东，蜿蜒向南流至德让宗转东流，汇入卡门河。河长109千米，落差4780米。科马河流经中华人民共和国与印度领土争议的藏南地区，是中华人民共和国民政部第四批增补藏南地区公开使用地名中的一个。科马河实际流经印度阿鲁纳恰尔邦西卡门县和比却木县。